# الكلية البحرية (مصر)
الكلية البحرية المصرية: هي كلية عسكرية وجزء من الأكاديمية العسكرية المصرية، تهدف إلى إعداد وتهيئة ضباطٍ بحريين وتنشئتهم عسكرياً ليوائموا ظروف ومتطلبات البحرية العسكرية وتتبع الكلية قيادة القوات البحرية.
شعار الكلية البحرية:
الشرف - العلم - الفداء

## نشأة وتطور الكلية البحرية
- أنشئت الكلية في أكتوبر 1946، وكان مقرها حي رأس التين بمدينة الإسكندرية.
- قُبلت أول دفعة في 15 أكتوبر 1946 وعددهم خمسين طالباً، من الحاصلين على الثانوية العامة. التحقوا بالكلية الحربية لمدة ستة أشهر لتلقي التدريبات العسكرية الأولية وأكملوا الدراسة لمدة سنتين في الكلية البحرية.
- انتقلت الكلية إلى مكانها الحالي بحي أبي قير، في عام 1965، وأصبحت مدة الدراسة بها أربعة أعوام، مع تطبيق نظام التخصص في الملاحة البحرية والصواريخ والمدفعية وأسلحة تحت الماء والإشارة البحرية والمدفعية الساحلية. وقد تخرجت عشر دفعات بهذا النظام.
- في عام 1975، عُدل نظام الدراسة، ليكون التخصص بعد التخرج من الكلية.
- قامت الكلية في الفترة من عام 1959 إلى عام 1972 قبل إنشاء الأكاديمية العربية للنقل البحري بتأهيل طلاب جمهورية مصر العربية والدول العربية والأفريقية للعمل كضباط بحريين ومهندسين في الأسطول التجاري البحري.
- في عام 1988، أُعطيت دَفعة للتطوير، بالتعاون مع الأكاديمية البحرية الأمريكية، حيث طُبقت أحدث النظم التعليمية، ووُفِرَت المحاكيات والنماذج العلمية والمعامل المتخصصة ومساعدات التدريب
- تم إصدار قرار جمهوري رقم 149 بتاريخ 2022 بإنشاء الأكاديمية العسكرية المصرية والتي تضم الكلية الحربية والكلية البحرية والكلية الجوية وكلية الدفاع الجوي.

## تخصصات الكلية البحرية
- ملاحة بحرية: وهو كيفية توجيه السفينة من مكان لآخر في أقل وقت وبأقل تكاليف ومعرفة مكانها في أي وقت أثناء الإبحار.
- صواريخ ومدفعية: وفيها يدرس كيفية تصويب الصواريخ وقذائف المدفعية وكيفية التعامل معها.
- إشارة: ويتم فيها أجهزة الاتصال بين السفن وإرسال الأوامر واستقبالها.
- أسلحة تحت الماء: وفيها يدرس الأسلحة التي تحت الماء مثل الطوربيدات.. الخ.

### مهام القوات البحرية
- رفع العلم الوطني في المياه الدولية والموانئ الأجنبية.
- تأمين صادرات الدولة ومواردها وحمايتها.
- حماية المنشآت الاقتصادية في عرض البحر.
- حماية القوافل التجارية والعسكرية والمدنية.
- تطهير الممرات المؤدية من وإلى موانئ الدولة من الألغام.
- تعزيز وإسناد إمداد القوات المشتركة في أي صراع مسلح وراء البحار.
- حماية خطوط مواصلات الدولة البحرية ضد الأعمال العدوانية مثل القرصنة وزرع الألغام والتسلل والتخريب والتهريب.
- حماية القوات البحرية وتأمينها أثناء عمليات الإبرار البرمائى.
- حماية سفن القصف الساحلى من التهديدات السطحية الجوية وتحت السطحية ومشاغلة القوات المعادية.
- مساعدة السلطات المدنية في عمليات الإخلاء والإنقاذ أثناء الكوارث والأزمات.
- حراسة سواحل مصر

### الدراسة
أربع سنوات يدرس فيها الطالب:
- علوم عسكرية عامة وخاصة.
- علوم إدارية وإنسانية.
- علوم بحرية تخصصية

يمنح الخريج درجة البكالوريوس في الدراسات البحرية، وتعادل درجة البكالوريوس في الدراسات البحرية التي تمنح للخريج بشهادة ربان ثان. ينقسم التدريس بالكلية البحرية الي مواد نظرية تقسم الي خمس مجموعات 50% من عدد الساعات الدراسية وكذلك تدريب عملي يمثل 50% من عدد الساعات الدراسية.
كما نص القرار الجمهوري رقم 302 لسنة 2022 علي منح طلبة الكلية البحرية درجة بكالوريوس الإقتصاد والعلوم السياسية من كلية الدراسات الإقتصادية والعلوم السياسية جامعة الإسكندرية.

### خريجى الكلية البحرية من الدول العربية والأفريقية
المملكة العربية السعودية، سوريا، الجزائر، المغرب، ليبيا، عمان، البحرين، العراق، الأمارات، الكويت، اليمن، الصومال، زائير، تنزانيا
السودان، جيبوتي.

## مديرو الكلية
- لواء بحري أركان حرب / أشرف محمد المشرفي.[1]
- لواء بحري أركان حرب / محمود فوزي.[2]
- لواء بحري أركان حرب / إيهاب صلاح.[3]
- لواء بحري أركان حرب / حسين مصطفى الجزيري.[4]
- لواء بحري أركان حرب / وليد مصطفى عوض.[5]
- لواء بحري أركان حرب / محمد طارق عباس.[6]
- لواء بحري أركان حرب / محمد إبراهيم خليل.[7]
- لواء بحري أركان حرب / مدحت مصطفى عطية البقري.[8]
- لواء بحري أركان حرب / أسامة منير ربيع.[9]
- لواء بحري أركان حرب / أحمد اليماني.[10]
- لواء بحري أركان حرب / كمال الدين ناشد.[11]
- لواء بحري أركان حرب / محفوظ طه مرزوق.[12]
- لواء بحري أركان حرب / مختار عبد المعطي.[13]
- لواء بحري أركان حرب / أحمد الصادق.[14]
- لواء بحري أركان حرب / محمد كمال فريد.[15]
- لواء بحري أركان حرب / سليمان عزت.